# Цезариум Александрии
Цезариум Александрии (правильнее Кесареон, греч. Καισάρειον, лат. Caesareum, или Себастеон, греч. Σεβαστεῖον, лат. Sebasteum) — древний храм, существовавший в Александрии, в Египте.

## История
Первоначально строительство нового масштабного святилища в Александрии было начато царицей Клеопатрой VII, последней женщиной-правительницей Древнего Египта. Он задумывался для почитания её любовника, знаменитого римского политика и правителя Гая Юлия Цезаря. Строительство было начато примерно в 44 году до н. э. и продолжалось при совместном управлении в Египте Клеопатры и Марка Антония. При этом, видимо, храм предполагался для почитания и его самого.
Однако, строительство храмового комплекса было закончено уже после присоединения Египта к Римскому государству, при Октавиане Августе. Он, после победы в 30 году до н. э. над Марком Антонием и Клеопатрой и покорения Египта, стал римским императором. На востоке, в Египте и Александрии Август уничтожал следы почитания Антония. Достроив Кесареон не позднее 13/12 года до н. э., Август сделал его значительным религиозным центром, с самым большим храмом, посвящённом императорскому культу в Египте, по-видимому, начинавшемуся с обожествлённого Юлия Цезаря.
Впоследствии, здесь приносились жертвы как правящим императорам, так и предыдущим правителям. Храм был возведён римской администрацией и курировался римскими властями, но его поддерживали неокоры — представители «храмовой стражи», избираемой из числа местных жителей. Долгое время Кесареон и его храмовый комплекс оставались в своем первоначальном использовании, вплоть до IV века н. э.
При императоре Константине I Великом здание храма Кесареона было преобразовано арианами в конце 345 года в христианскую церковь. Он был посвящен архангелу Михаилу и стал главным собором Александрии. С 412 по 444 год Кесареон был резиденцией патриарха Александрии Кирилла. В 912 году этот собор был разрушен и более не восстанавливался.
Известная философ и математик Гипатия Александрийская была жестоко убита именно в Кесареоне разъярённой городской толпой христиан в 415 году.

## Описание
Иудейский философ Филон Александрийский (I век до н. э. — I век н. э.), сам живший в Александрии, оставил описание главного храма Александрии, который он называет Себастеоном (Σεβαστεῖον). Согласно Филону, очевидно, что тогда Кесареон был посвящён Кесарю Себасту (Caesareum Sebasteion), то есть Цезарю Августу. Себаст (Σεβαστός) — это греческий перевод латинского почётного титула Август. Таким образом, греческое название храма Себастеон, использованное Филоном, соответствует аналогичному латинскому названию Августеум (Augusteum).
Примерно в 40 году н. э. Филон даёт достаточно расплывчатый текст (в «Посольстве к Гаю» 150—151). Восхищаясь красотой храма, он оставил его подробное и возвышенное описание. По Филону храм был украшен различными статуями и изображениями, снабжён садами, дворами и портиками, а также имел свою библиотеку. Но Филон не указывает, к какому архитектурному стилю он принадлежал, и не даёт никаких подробностей о его строительстве.

## Архитектура
Кесареон располагался недалеко от городской гавани Александрии. Согласно Филону, он был построен на возвышении, и поэтому был хорошо виден издали. По внешнему виду храм напоминал общественные здания в Риме. Помимо собственно храма, комплекс зданий включал в себя торжественно устроенные ворота пропилеи, помещения под открытым небом, библиотеку и сад и был богато украшен золотыми и серебряными статуями и картинами. Кесареон также был связан с большим открытым пространством, которое в древних источниках упоминается как Форум Юлия, Форум Августа и Себастийская агора.
Сразу при начале строительства Кесареона, рядом с ним были установлены три древнеегипетских обелиска, привезённые из других мест Египта. Два из них, датируемые временем правления Тутмоса III, были изначально установлены в храме бога солнца Ра в Гелиополе. Связанные античной традицией с царицей Клеопатрой, многие египетские обелиски получили в Новое время название «игл Клеопатры». До XIX века они находились в Египте. Сейчас они перевезены в другие страны. Один из «игл-обелисков» Кесариона находится на набережной Темзы в Лондоне, другой — в Центральном парке в Нью-Йорке.
Отдельные элементы храмового комплекса Кесареона, обнаруживаемые по обелискам, сохранялись вплоть до XIX века. От самого же здания храма на сегодняшний день мало что сохранилось. Однако его основание было обнаружено в 1874 году.

Сегодня на месте Кесареона располагается большая статуя премьер-министра Египта Саада паши Заглула (1859—1927). 

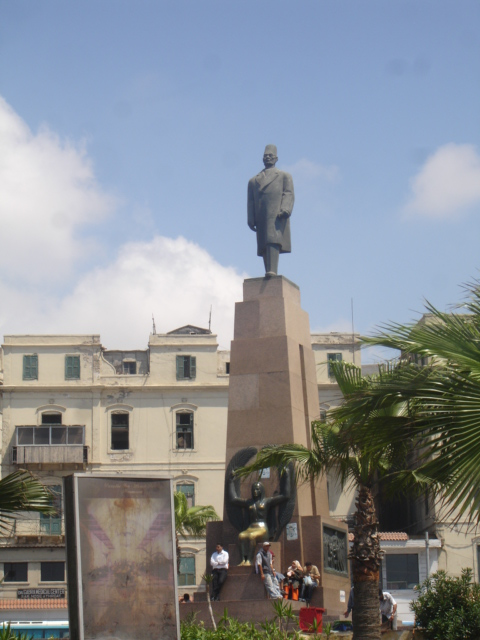
Статуя Саада Заглулы-паши в Александрии, построенная на месте Цезариума.

С 2000 по 2002 год археологи из александрийского исследовательского центра раскопали место, где находился Кесареон, в то время там находились бывший гараж Люкс и кинопарк. В ходе работ здесь были обнаружены полдюжины средневековых цистерн и приходское кладбище VI века. Под кладбищем были найдены руины, принадлежащие языческому храму: колоссальная статуя из белого мрамора римского императора, облачённого в кирасу конца II века, Марка Аврелия или Септимия Севера, любого из которых можно идентифицировать по остаткам бороды, а также — остатки колонн большого диаметра из асуанского гранита.